# 小约瑟夫·沃伦·史迪威
小约瑟夫·沃伦·史迪威（1912年3月6日—1966年7月25日）是美国陆军军官，二战驻华美军司令约瑟夫·史迪威之子，毕业于西点军校和美国陆军战争学院，越南战争时期在美國陸軍特種部隊等部队服役。